# Eamonn Walker
Eamonn Walker (* 12. Juni 1962 in London, England) ist ein britischer Schauspieler.

## Karriere
Nach Walkers eigenen Angaben kam er dadurch zur Schauspielerei, dass er als Kind den Film In der Hitze der Nacht sah und inspiriert durch Sidney Poitiers Darstellung bereits damals in Betracht zog, Schauspieler zu werden.
Bekannt wurde er später durch die Fernsehserie Oz – Hölle hinter Gittern als muslimischer Gefangener Kareem Said. Für seine Darstellung erhielt er einen CableACE Award. Weitere Erfolge hatte er danach unter anderem durch Nebenrollen in Filmen wie Unbreakable – Unzerbrechlich, Tränen der Sonne und Lord of War – Händler des Todes. Zudem hatte er Auftritte in den Fernsehserien Justice – Nicht schuldig und Emergency Room – Die Notaufnahme.
2009 spielte er in Kings den Reverend Ephram Samuels. Seit 2012 ist er in der Drama-Fernsehserie Chicago Fire als Battalion Chief Wallace Boden zu sehen.
Walker hat drei Kinder, eine Tochter und zwei Söhne, darunter Zwillinge.

## Filmografie (Auswahl)
- 1991: Young Soul Rebels
- 1994: Shopping
- 1997–2003: Oz – Hölle hinter Gittern (Oz, Fernsehserie, 51 Folgen)
- 2000: Mit aller Härte (Once in the Life)
- 2000: Unbreakable – Unzerbrechlich (Unbreakable)
- 2003: Tränen der Sonne (Tears of the Sun)
- 2005: Duma – Mein Freund aus der Wildnis (Duma)
- 2005: Lord of War – Händler des Todes (Lord of War)
- 2006: Emergency Room – Die Notaufnahme (ER, Fernsehserie, 3 Folgen)
- 2006: Justice – Nicht schuldig (Justice, Fernsehserie, 13 Folgen)
- 2008: Cadillac Records
- 2009: The Messenger – Die letzte Nachricht (The Messenger)
- 2009: Blood and Bone
- 2010: Company Men (The Company Men)
- 2010: Legacy
- 2011: A Lonely Place to Die – Todesfalle Highlands (A Lonely Place to Die)
- 2012: George Gently – Der Unbestechliche (Inspector George Gently, Fernsehserie, Folge 5x01)
- 2012: Strike Back (Strike Back, Fernsehserie, Folge 3x07)
- 2012–2024: Chicago Fire (Fernsehserie)
- 2013: Copper – Justice is brutal (Copper, Fernsehserie, Folge 2x02)
- 2014–2020: Chicago P.D. (Fernsehserie; Crossover-Besetzung)
- 2017–2019: Chicago Med (Fernsehserie)